# Kimberly Wasserman

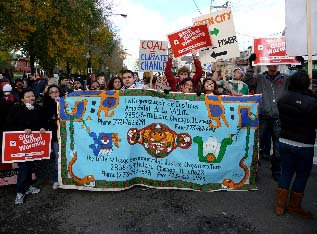
Wasserman liderou a campanha da LVEJO para o encerramento das usinas a carvão Crawford e Fisk

Kimberly Wasserman (Kimberly Wasserman Nieto) é uma ambientalista americana. Como diretora da Little Village Environmental Justice Organization (LVEJO), recebeu o Prémio Ambiental Goldman de 2013 por liderar a bem-sucedida campanha de lobby para a aprovação do Decreto de Energia Limpa de Chicago, que resultou no encerramento das usinas a carvão de Crawford e Fisk .
Wasserman foi criada em Little Village, Illinois . Entrou no mundo do ativismo ambiental em 1998, depois de o seu filho de três meses sofrer um ataque de asma, apesar de não ter histórico familiar de asma. Depois de pesquisar a conexão entre asma e poluição do ar, ela voltou a sua atenção para as usinas a carvão no seu bairro e envolveu-se com a LVEJO. LVEJO é uma organização que defende a justiça ambiental em Little Village e em Chicago.
Em 2002, a LVEJO primeiro mobilizou-se politicamente contra as emissões provenientes das duas fábricas. Eles organizaram uma recolha de assinaturas para obter um referendo sobre a votação da Prefeitura de 2003 exigindo que as duas usinas reduzissem drasticamente a poluição ou fossem encerradas. Embora não tenham conseguido o apoio imediato dos seus vereadores, após uma batalha de dez anos para influenciar a sua opinião, eles finalmente tiveram sucesso. A 28 de fevereiro de 2012, foi anunciado que as fábricas de Fisk e Crawford seriam encerradas permanentemente.